# جورج هوبر ويلر
جورج هوبر ويلر (بالإنجليزية: George Huber Wheeler)‏ هو ضابط أمريكي، ولد في 26 سبتمبر 1881 في تشارلستون في الولايات المتحدة، وتوفي في 20 يناير 1957 في بيثيسدا في الولايات المتحدة.